# Свято-Троїцький собор (Чернігів)
Троїцький собор ХVII ст. — визначна архітектурна пам'ятка доби Гетьманщини у Чернігові (1695). Був головним собором чернігівського Троїцького монастиря.
З 1992 до 2024 — кафедральний собор Чернігівської єпархії УПЦ (МП). Після включення до архітектурно-історичного заповідника «Чернігів стародавній» церква продовжила діяти як музей[джерело?].

## Історія
Одним із найвиразніших архітектурних ансамблів України є Троїцько-Іллінський монастир XI—XVIII ст. в Чернігові. Він складається з двох частин — колишнього Іллінського монастиря XI—XVII ст. та Троїцького монастиря, побудованого на найвищому плато Болдиних гір протягом 1677—1780 років, об'єднаних ландшафтом та архітектурою в єдиний ансамбль.
Початок, за літописом, було покладено ченцем Антонієм Печерським 1069 року. «Ископанные» ним та його послідовниками в яру Болдиних гір печери з часом перетворились на двоярусний великий підземний комплекс — відому сьогодні в усьому світі пам'ятку підземного будівництва Антонієві печери. У XII ст. біля входу в печери збудували хрестовокупольну безстовпну, увінчану одним верхом Іллінську церкву. 1239 року монастир зруйнували орди Батия.
Ініціатором будівництва Троїцького монастиря був відомий політичний, церковний діяч і письменник кінця XVII ст. архієпископ чернігівський Лазар Баранович. У 1672 році він переїхав у Чернігів із своєї колишньої резиденції в Новгороді-Сіверському. Завдяки перебудовам вона отримала форму трибанного храму, найбільш розповсюдженого в Україні за козацької доби.
Закладений у 1679 р. Лазарем Барановичем за проектом і під керівництвом архітектора Йоганна Баптиста (Йоганн Батист Зауер). Збудований коштом гетьмана України Івана Мазепи. Будівництво завершенно 1695.
Троїцько-Іллінський монастир діяв до 1786 року, коли за наказом Катерини ІІ вотчини монастиря були секуляризовані. Троїцькому монастирю була відведена особлива роль: на його території було призначено розмістити Чернігівський університет, чому сприяло і те, що монастир мав друкарню і бібліотеку, яка нараховувала більше 11 тисяч книг. Після смерті князя Тавриди Григорія Потьомкіна, який особливо опікувався цим питанням, наказ не виконувався. Тому 1790 року долю монастиря було змінено: імператриця визначила чернігівському єпископу переселитися з Борисоглібського в Троїцький монастир.
До Другої світової війни будівлі монастиря знаходились в користуванні чернігівського зоотехнікуму. Під час окупації в листопаді 1941 року Троїцький монастир став діючим жіночим монастирем; настоятельницею якого була ігуменя Антонія (Сорокіна). Його будівлі значно постраждали під час бомбардувань 1941 і 1943 років, тому єпархія вже в 40-х роках XX ст. проводила ремонтні роботи. Жіночий монастир діяв до 1961 року; з 1967 року комплекс Троїцького монастиря входив до складу чернігівського архітектурно-історичного заповідника. У 1988 році, після закінчення реставраційних робіт, проведених під керівництвом відомого архітектора Маріоніли Говденко та реставратора живопису Володимира Бабюка, будівлі колишнього Троїцького монастиря повернули Чернігівській єпархії.
З цього часу на території колишнього монастиря знаходився так званий «Архієрейський дім» — резиденція чернігівського архієпископа. Щодо чоловічого монастиря на Болдиних горах, то він знов був закритий у 1918 році. Троїцький собор функціонував як приходський храм до 1929 року.
За період існування собору він неодноразово горів, перебудовувався, але в результаті реставраційних робіт в 80-х роках XX ст. собор відновлено в первісних формах XVII ст. Автор проекту реставрації — київський архітектор М. М. Говденко.
Незважаючи на те, що РПЦ наклало анафему на гетьмана Івана Мазепу там до 2024 року служив єпископ УПЦ МП митрополит Чернігівський і Новгород-Сіверський Амвросій (Полікопа).

## Опис
Першою побудували трапезну із Введенською церквою (1677—1679 рр.), єдиною двобанною серед тих, що збереглися на Лівобережній Україні трапезних церков; пізніше спорудили три корпуси келій та господарських приміщень, які створили мальовниче барочне оточення головної споруди — Троїцького собору, збудованого у 1679—1695 роках за проектом архітектора Іоанна Зауера — Баптиста. Цікавий факт: у барабані глави собору зберігся фрагмент напису часів гетьмана Мазепи про грошові пожертви Лазаря Барановича і Івана Мазепи на будівництво собору.
Наприкінці XVIII ст. замість дерев'яної збудували цегляну огорожу монастиря з квадратними і восьмигранними кутовими вежами; з півночі собору побудували величну надбрамну п'ятиярусну дзвіницю висотою 58 метрів у соковитих барокових формах. Дзвіницю споруджено між 1770 і 1780 роками архімандритом Іоілем (Биковським). Прізвище архітектора — будівничого невідоме; за деякими свідоцтвами були використані проектні креслення Іогана Шеделя, автора Великої Лаврської дзвіниці. Розміщена в ансамблі монастиря, дзвіниця стала головним орієнтиром для подорожнього з боку Києва, Ніжина, Любеча.
Собор є визначною пам'яткою, що розкриває шляхи становлення і розвитку архітектури українського бароко.
Це тринавний, шестистовпний, триапсидний храм. За своїм планом він наслідує традиції мурованого храмового будівнитва Русі. Верх собору лаконічно прикрашають сім барокових бань: головна баня вивершується над центром, дві менші здіймаються на бокових ризалітах західного фасаду, а решта розташована на основному об'ємі споруди.
Стіни собору, вікна, арковидні і квадратні ніші — заглиблення, які імітують вікна, багато прикрашені бароковими вертикальними та горизонтальними профільними лініями і напівколонками. Ніші заповнені розписами. В другому ярусі Троїцького собору над входом виділяється вікно у вигляді православного хреста, що є особливою ознакою чернігівських барокових храмів кін. XVII — поч. XVIII ст.
Величний і урочистий інтер´єр храму. Його прикрашає іконостас 1942 — 49 рр., виконаний після ІІ світової війни місцевим художником Піменом Портним, а також цілий комплекс настінного живопису XVII — XX ст.

## Поховання
В храмі нині знаходяться мощі чернігівського святого Феодосія Углицького, Філарета Гумілевського і преподобного Лаврентія, а під підлогою собору — склеп, який свідчить про те, що собор є усипальницею духовних ієрархів, феодальної знаті XVIII — поч. XX ст.

## Галерея
Ансамбль Троїцького монастиря складався протягом XVII—XIX ст. Побудова цього величного комплексу стала можливою й тому, що Троїцько-Іллінський монастир був великим феодальним господарством, якому в середині XVIII ст. належало майже 10 тисяч кріпаків, 24 села, 30 вітряків, 31 завод, у тому числі цегельні. Троїцький монастир був з'єднаний з Іллінським «галереею, устроенною на каменных арках и столбах».

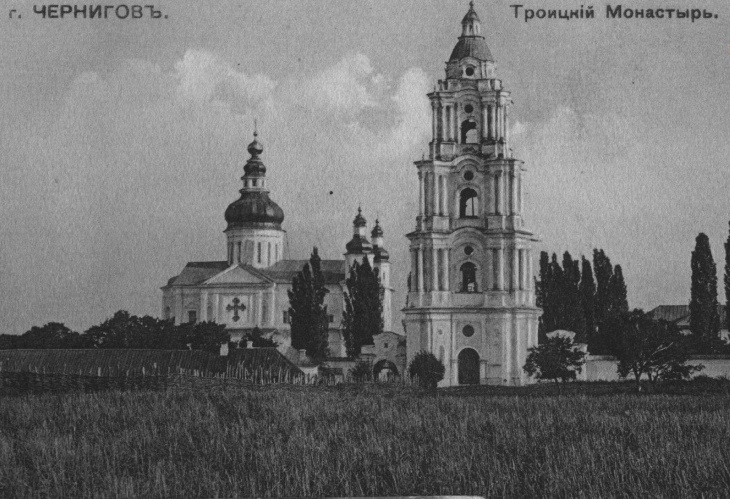
Вигляд спотвореного перебудовами храму на дореволюційному фото
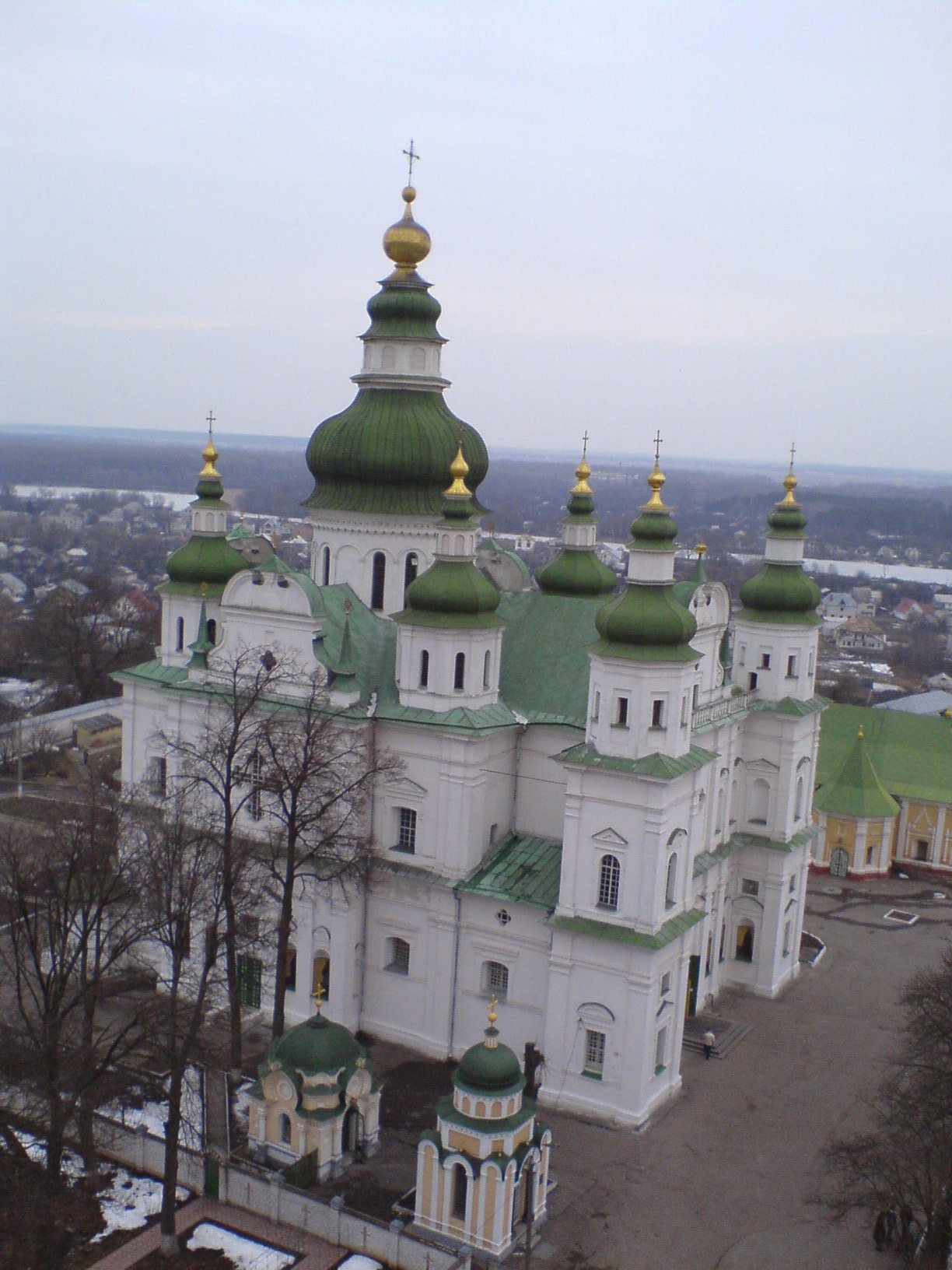
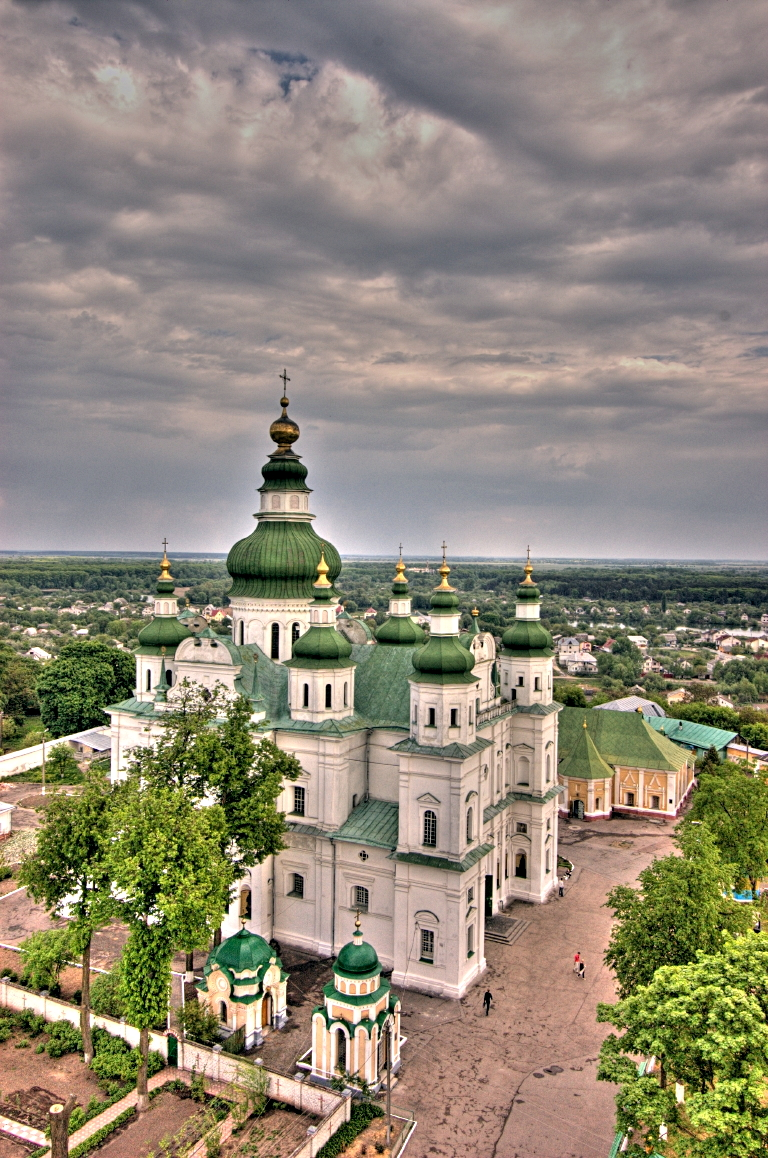
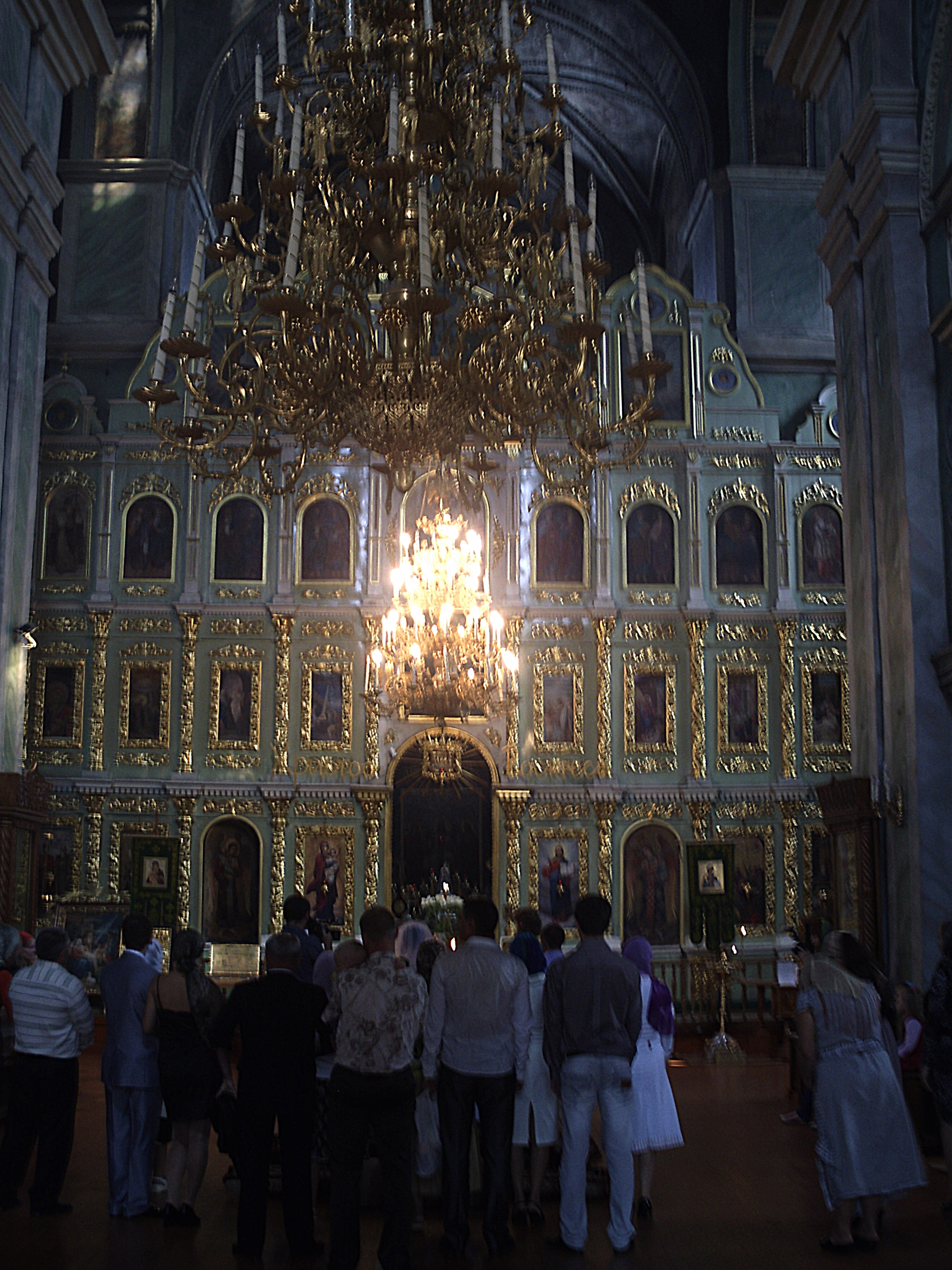
Іконостас собору
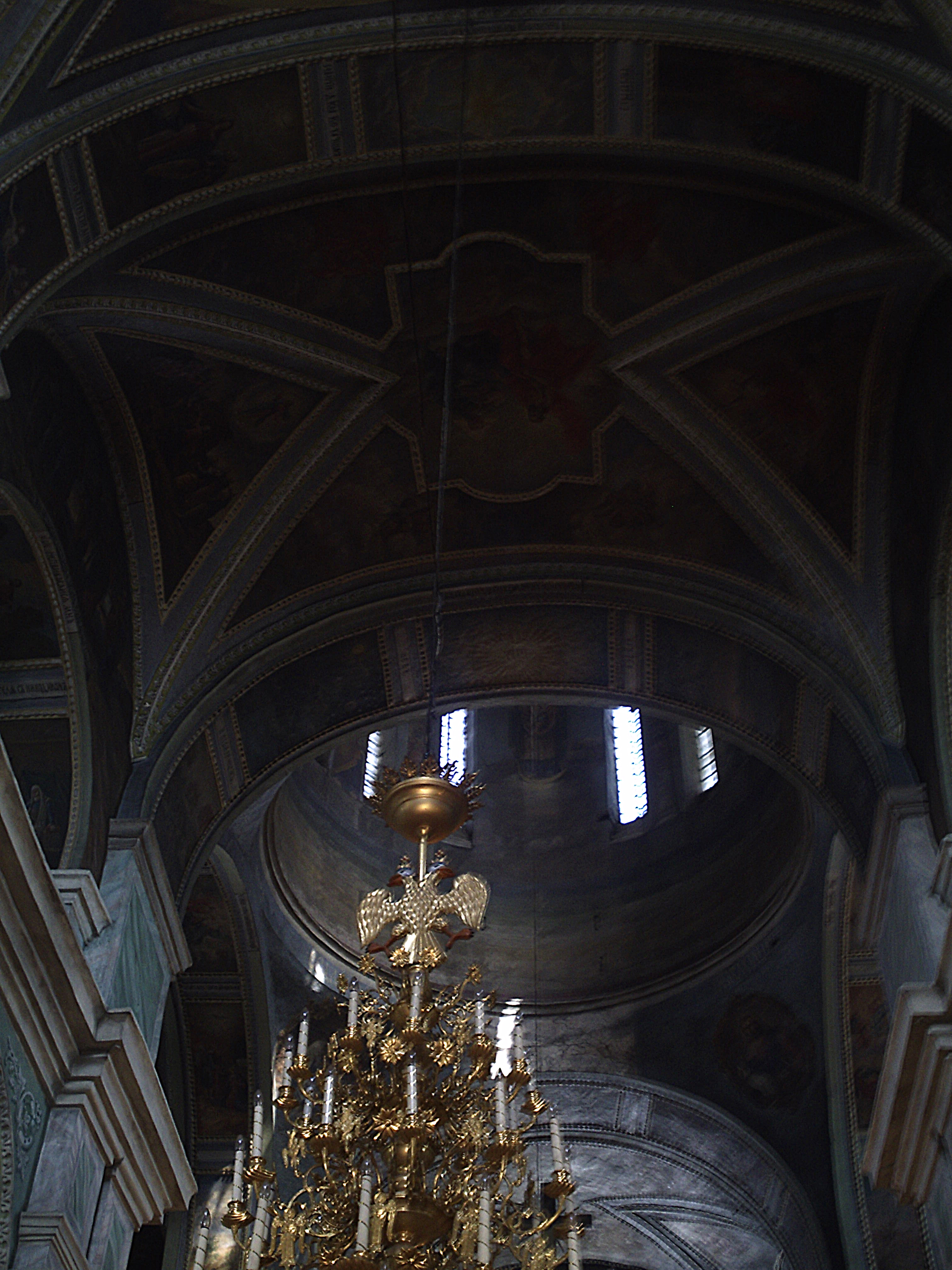
Розпис під куполом
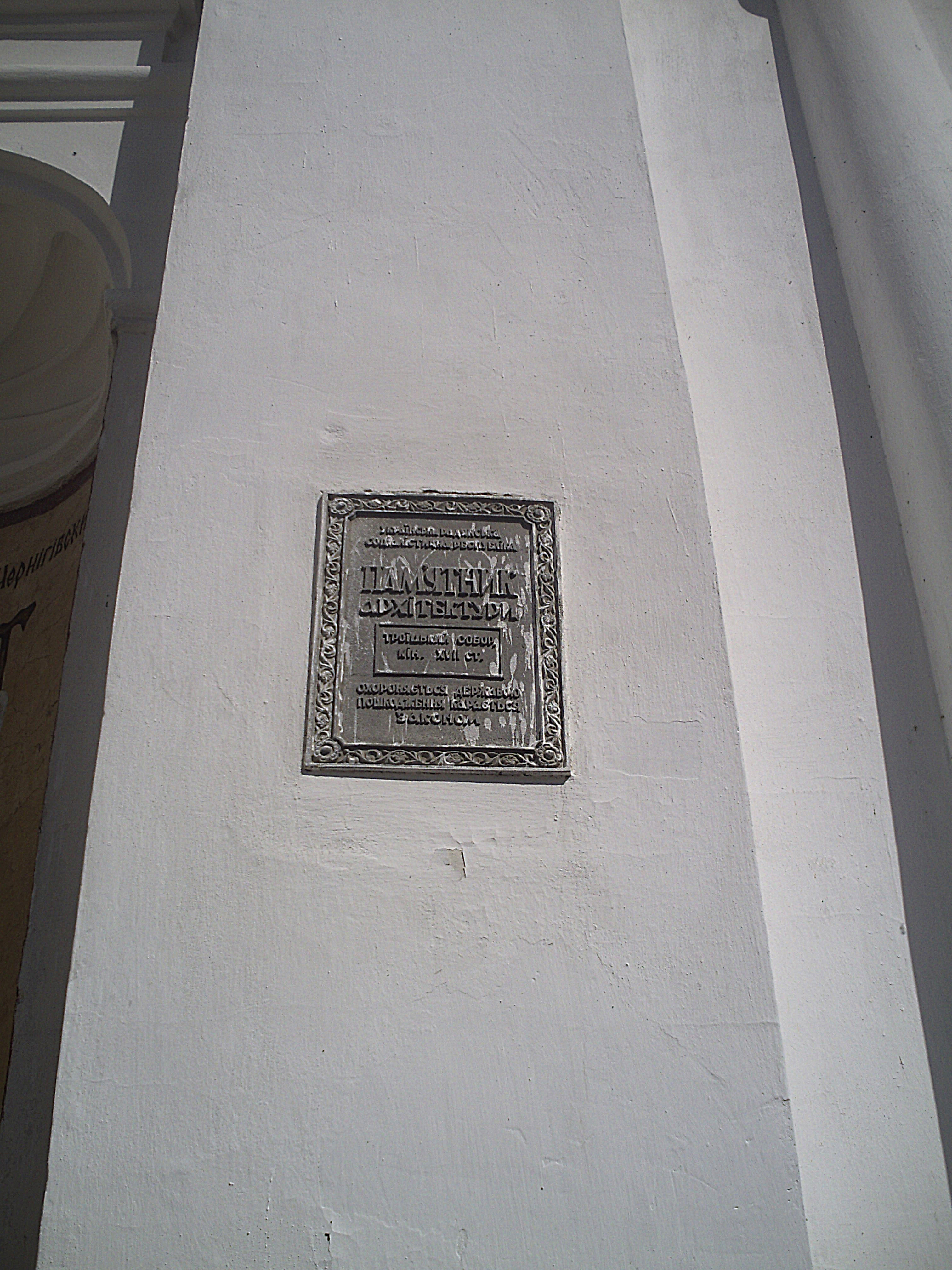
Троїцький собор - пам'ятка архітектури
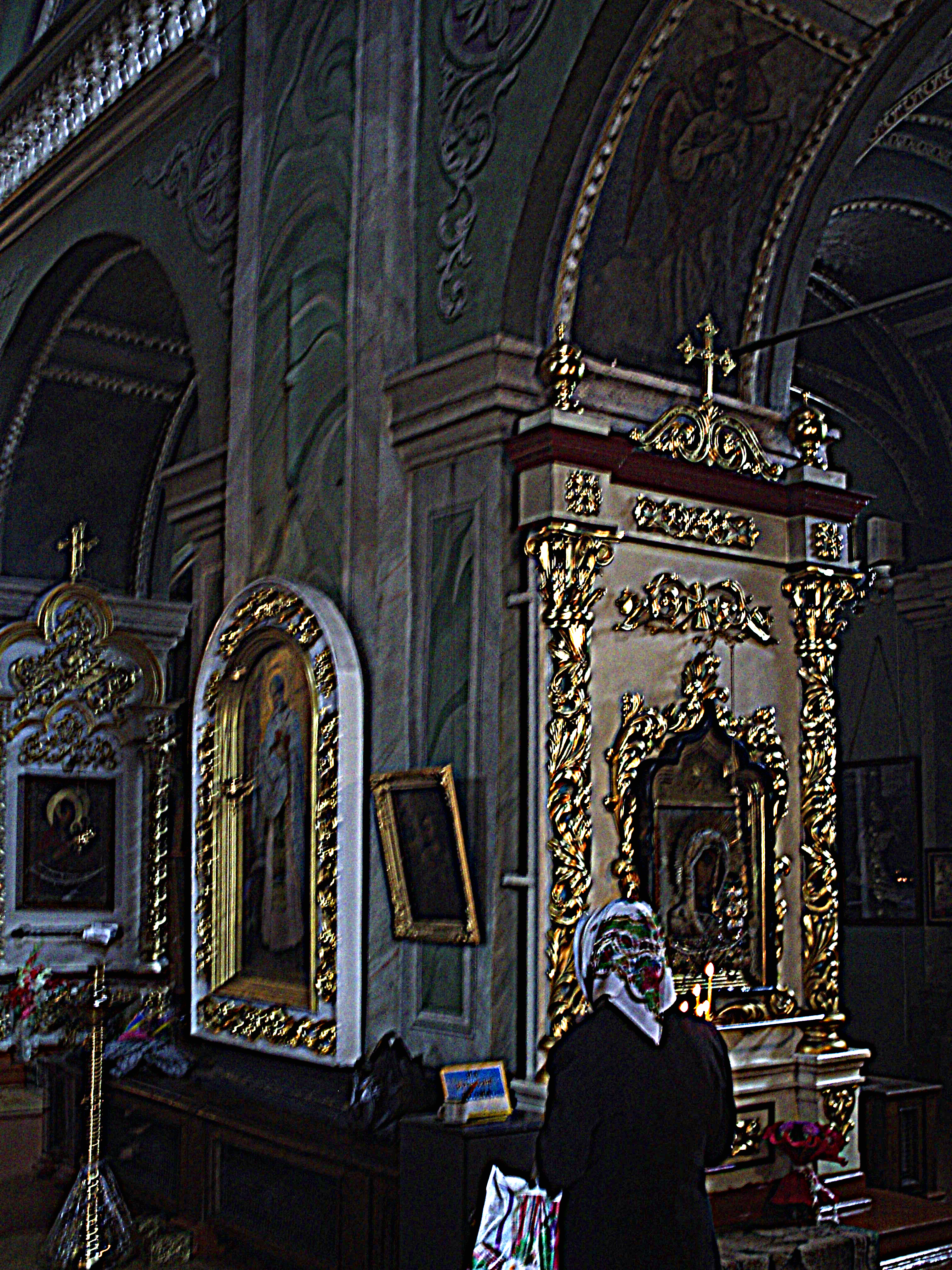
Настінний розпис
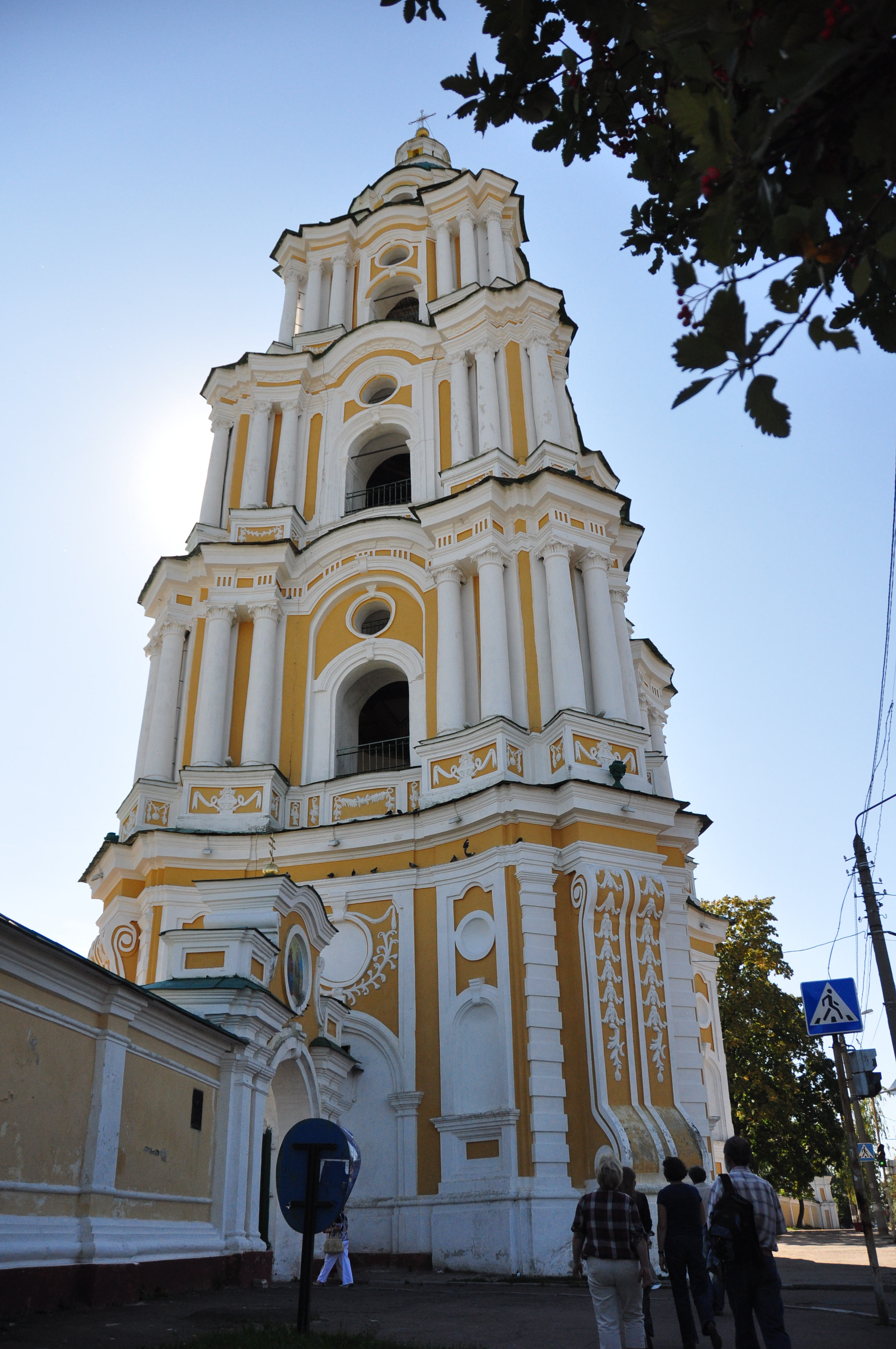
Дзвіниця
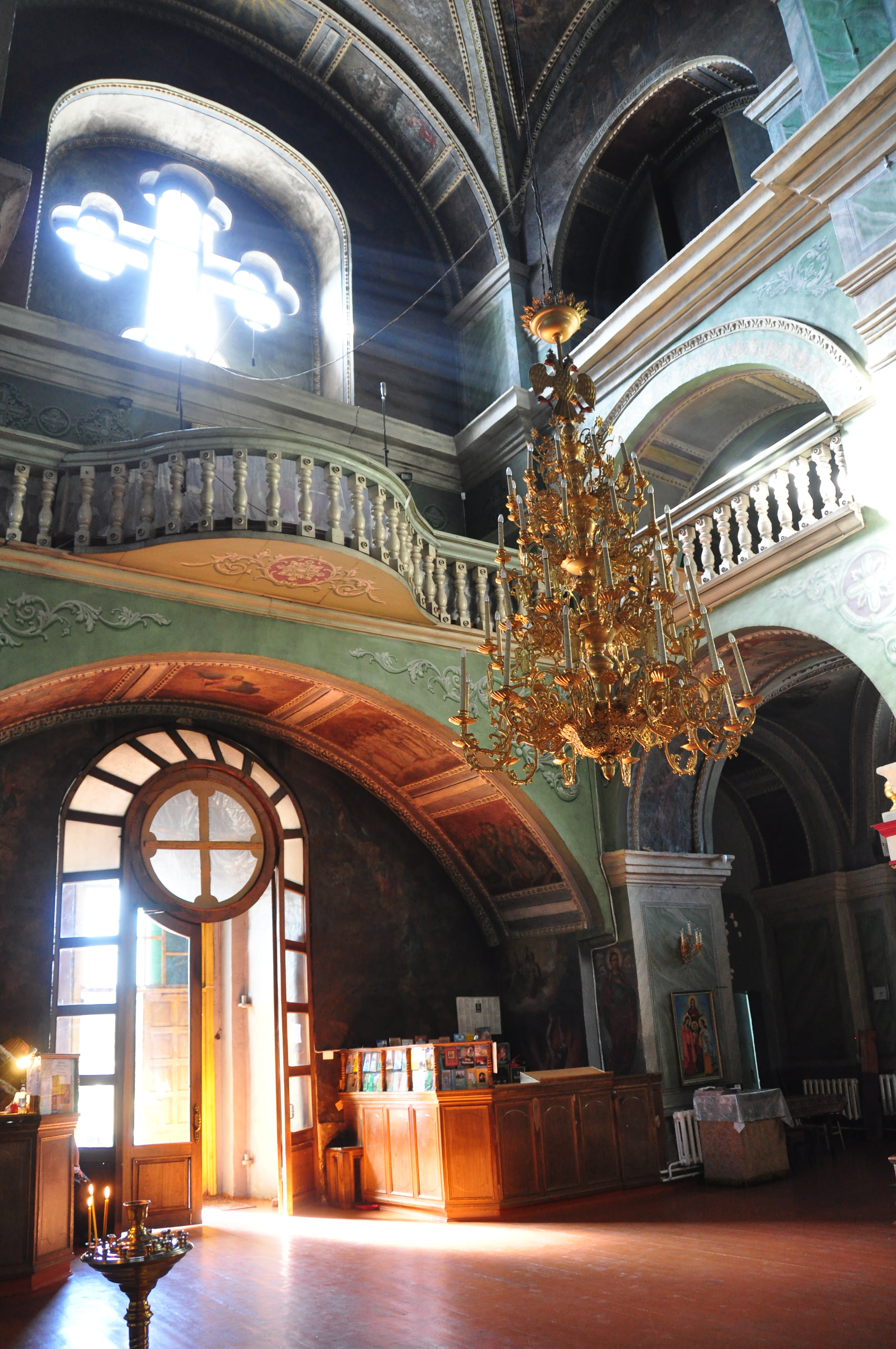
Вхід до собору
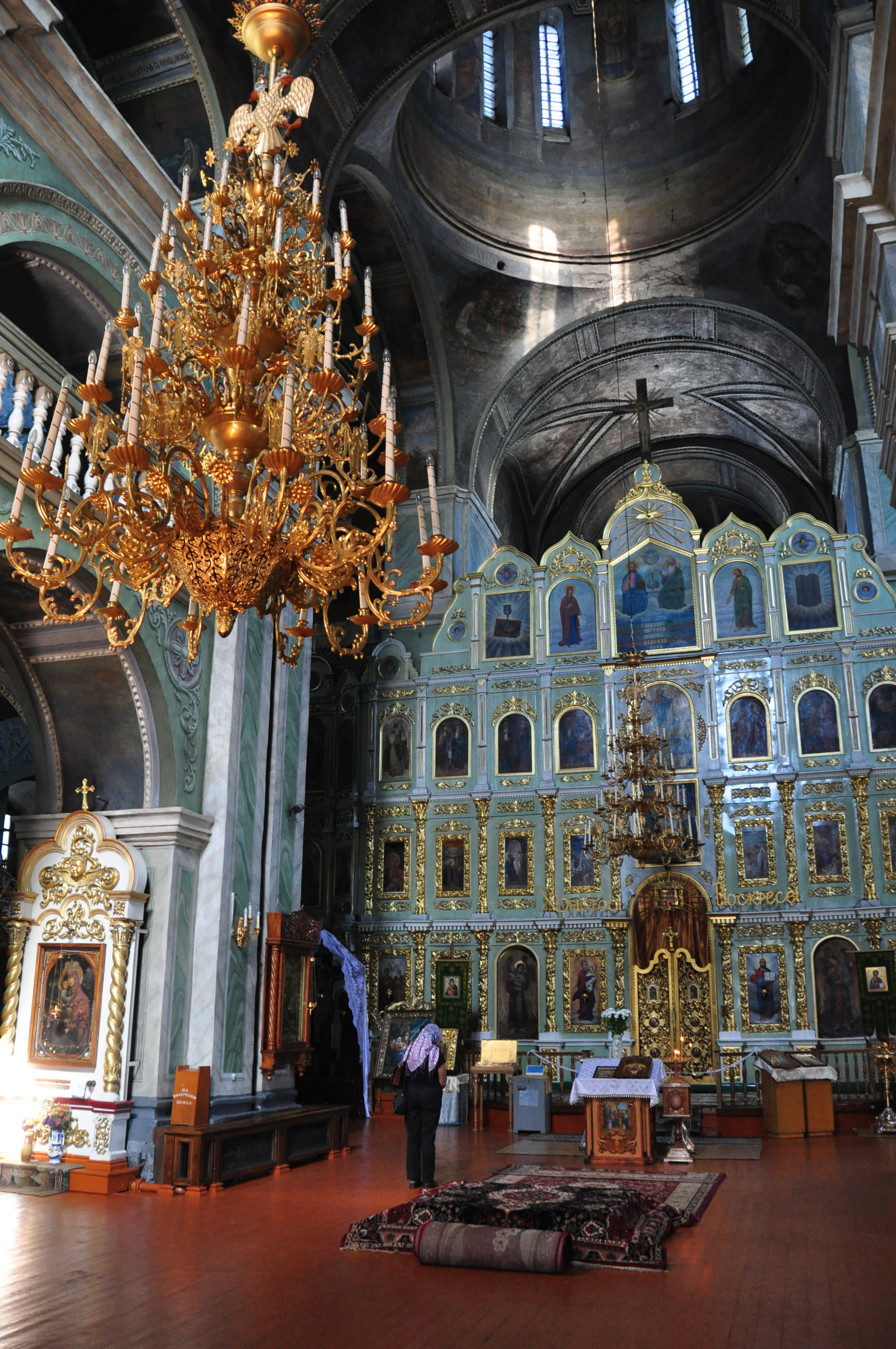
Іконостас
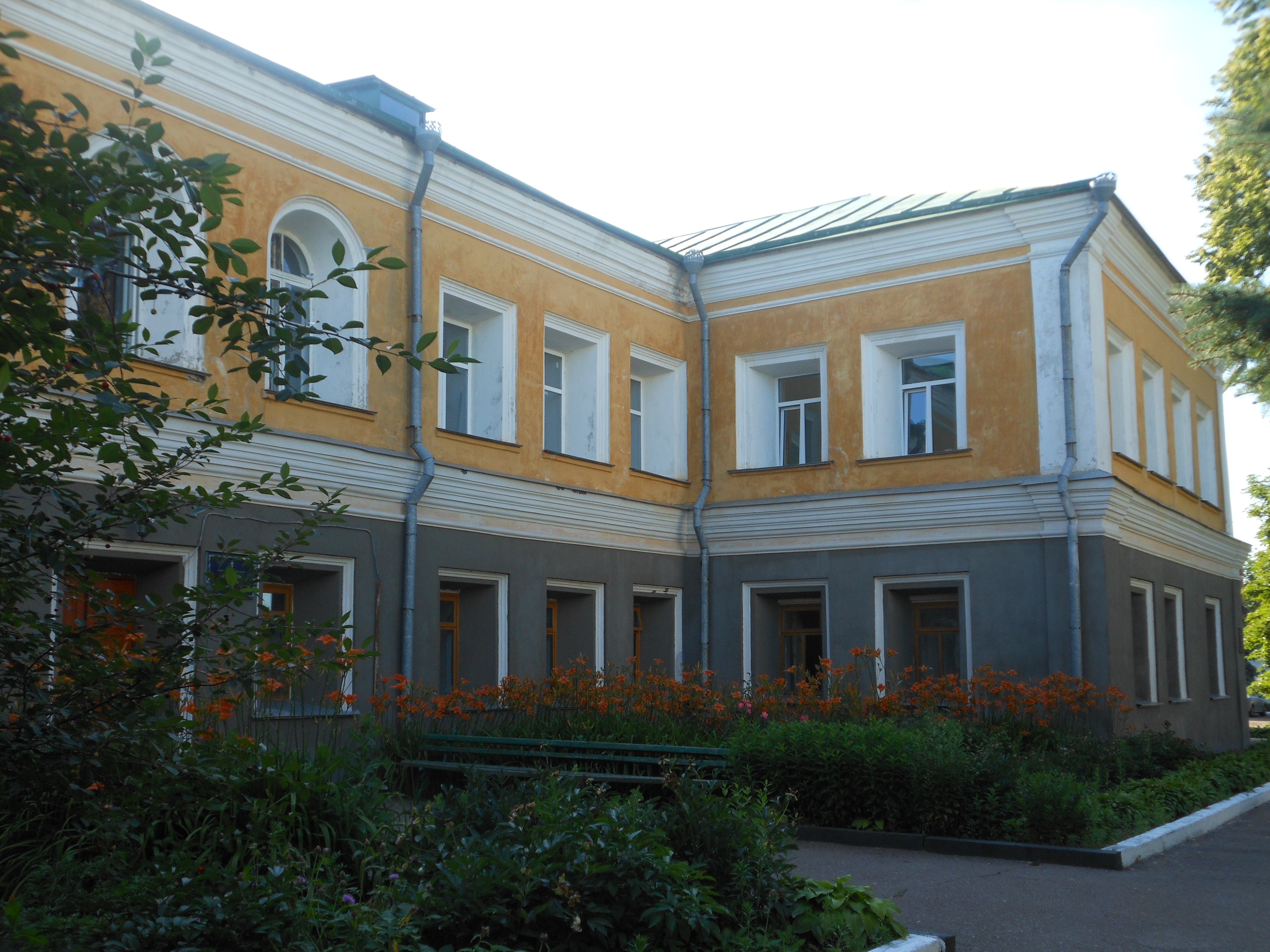
Будинок архієрея
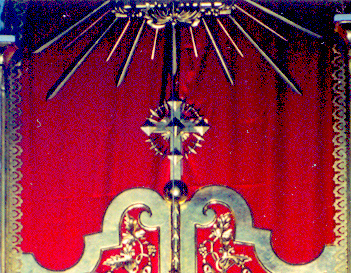
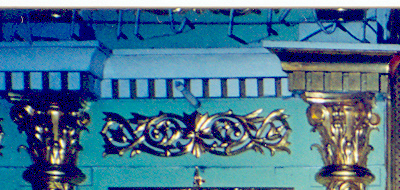